# セカンドパーティー
セカンドパーティー（Second Party）は、テレビゲーム業界において、プラットフォームホルダーが発売するゲームソフトの企画・開発をする外部の企業群のこと。
元々任天堂が提唱した言葉で、サードパーティーからの造語である。2019年現在でも任天堂による使用例がある。
ソフトの売り上げを計上する際、こちらはファーストパーティーと合計して計上することが多い。
なお、SCE系の企業ではサテライトカンパニーという名称をつかっている。
ゲームソフト業界以外の産業では単に下請負（下請け）などと呼ぶ。
半導体など同一仕様の製品をセカンドソースと呼ぶがこちらは第三者として製造されているためサードパーティーとしての関係である。

## 主なセカンドパーティー
- 任天堂系
  - SRD
  - ハル研究所
  - インテリジェントシステムズ
  - ゲームフリーク - 任天堂と共同でポケモンシリーズの権利を所有しているが、資本関係はない。
  - キャメロット
  - クリーチャーズ - 任天堂と共同でポケモンシリーズの権利を所有しているが、資本関係はない。
  - レトロスタジオ
  - モノリスソフト
  - エヌディーキューブ
  - 1-UPスタジオ（旧称：ブラウニーブラウン）
  - ジニアス・ソノリティ
  - Next Level Games
  - ソラ
  - グレッゾ

- ソニー・インタラクティブエンタテインメント系
  - SIEワールドワイド・スタジオ
  - アクワイア
  - アルファ・システム
  - クラップハンズ
  - シフト
  - ビサイド
  - メディアモレキュール
  - インソムニアックゲームズ
  - ポリフォニー・デジタル

- マイクロソフト系
  - Epic Games
  - レア - かつては任天堂の子会社だったが、2002年9月以降マイクロソフトの子会社になった[4]。
  - ベセスダ・ソフトワークス - 2020年9月に買収されセカンドパーティーになったものの、独立性は一部維持される[5]。
  - Ninja Theory（英語版）

## かつてセカンドパーティーだった企業
- 任天堂系
  - パックスソフトニカ
  - アルファドリーム
  - シリコンナイツ
  - ファクター5

- セガ系
  - シムス
  - ユナイテッド・ゲーム・アーティスツ
  - セガ・ロッソ
  - アミューズメントヴィジョン
  - スマイルビット
  - セガワウ
  - SEGA-AM2 - セガに吸収されたのち、2015年4月1日付けでセガ・インタラクティブが承継。
  - ソニックチーム - セガに吸収されたのち、2015年4月1日付けでセガゲームスが承継。
  - デジタルレックス
  - ヒットメーカー

- ソニー・コンピュータエンタテインメント系
  - アーク・エンタテインメント（2000年にSCEIに吸収合併）
  - シュガーアンドロケッツ（2000年にSCEIに吸収合併）
  - コントレイル（2000年にSCEIに吸収合併）
  - ジーアーティスツ（現在：epics）
  - セリウス

- バンダイ系
  - バンプレスト - 2008年4月1日付けでバンダイナムコゲームス（後のバンダイナムコエンターテインメント）に吸収されている。
  - ベック - 2011年4月1日付けでバンプレソフトと合併してB.B.スタジオになっている。

- SNK（初代法人）系
  - 現在は何れもSNKプレイモア→SNK（二代目法人）に統合されている。
    - エーディーケイ（ADK）
    - ザウルス
    - 夢工房